# Општина Лупшану (Калараш)
Лупшану (рум. Lupşanu) општина је у Румунији у округу Калараш.
Oпштина се налази на надморској висини од 45 m.